# Finale della UEFA Europa League 2009-2010
La finale della 1ª edizione della Europa League si è disputata il 12 maggio 2010 all'Imtech Arena di Amburgo, tra gli spagnoli dell'Atlético Madrid e gli inglesi del Fulham.
L'incontro, arbitrato dall'italiano Nicola Rizzoli, ha visto la vittoria degli spagnoli che si sono imposti per 2-1 sugli inglesi dopo i tempi supplementari, conquistando il trofeo per la prima volta in assoluto. L'Atlético Madrid ha così ottenuto il diritto di affrontare i vincitori della UEFA Champions League 2009-2010, gli italiani dell'Inter, nella Supercoppa UEFA 2010.

## Le squadre
| Squadre         | Partecipazioni precedenti |
| --------------- | ------------------------- |
| Atlético Madrid | Nessuna                   |
| Fulham          | Nessuna                   |

## Il cammino verso la finale
L'Atlético Madrid di Quique Sánchez Flores, provenendo dalla UEFA Champions League 2009-2010, inizia il proprio cammino direttamente dai sedicesimi di finale dove sconfigge i turchi del Galatasaray con un punteggio aggregato di 3-2. Agli ottavi di finale i portoghesi dello Sporting Lisbona vengono superati solo grazie alla regola dei gol fuori casa. Stesso risultato (2-2) e stesso esito nel derby ai quarti contro il Valencia. In semifinale contro il Liverpool, i Colchoneros vincono 1-0 l'andata al Vicente Calderón, per poi perdere col medesimo risultato ad Anfield. Nei tempi supplementari i Reds si portano sul due a zero con una rete di Yossi Benayoun, ma a pochi minuti dal termine del primo tempo supplementare l'uruguagio Diego Forlán accorcia le distanze e permette ai suoi di raggiungere la finale, ancora una volta grazie alla regola dei gol fuori casa. Per i Colchoneros si tratta della prima finale in questa competizione e della quarta in assoluto a livello europeo.

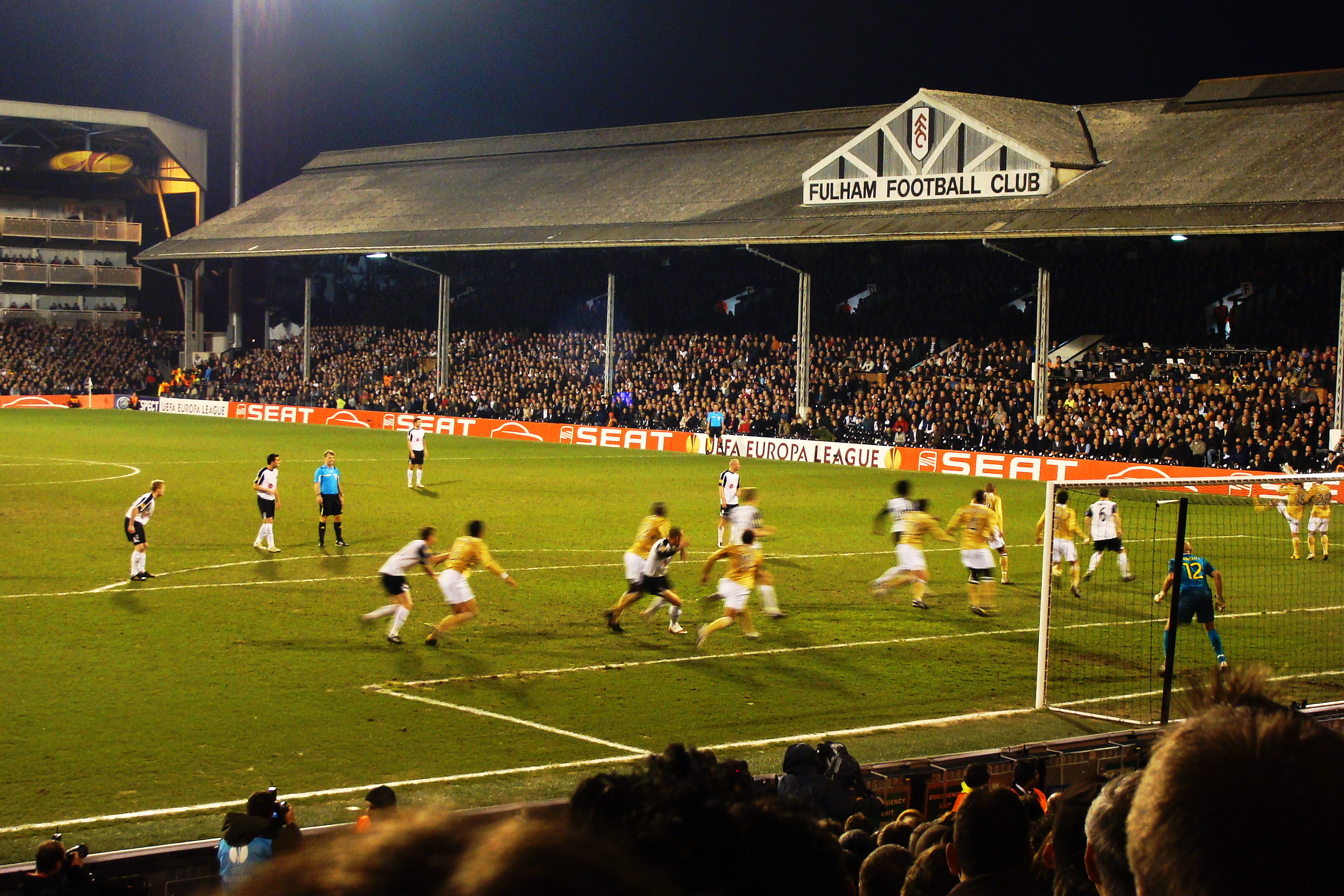
Una fase di Fulham-Juventus (4-1)

Il Fulham di Roy Hodgson ha vissuto la stagione più fruttuosa della sua storia. Grazie al settimo posto in Premier League si qualifica per l'Europa League. Battuti i lituani del Vėtra con un doppio 3-0 nel terzo turno preliminare, ha poi eliminato i russi dell'Amkar Perm' (3-2) nello spareggio. Gli inglesi vengono poi inseriti nel Gruppo E insieme agli italiani della Roma, agli svizzeri del Basilea e ai bulgari del CSKA Sofia, classificandosi secondi nel girone, alle spalle della Roma, con 11 punti conquistati frutto di tre vittorie, due pari e una sconfitta. Nei sedicesimi l'urna di Nyon sorteggia i campioni uscenti dello Šachtar, che vengono eliminati con un risultato complessivo di 3-2 tra andata e ritorno. Agli ottavi di finale i Cottagers hanno affrontato una delle squadre più forti del torneo, la Juventus e, pur perdendo nella partita di andata a Torino per 3-1, a Londra ribaltano il risultato, vincendo per 4-1 e qualificandosi al turno successivo. Ai quarti i tedeschi del Wolfsburg vengono superati con il punteggio complessivo di 3-1 nel doppio confronto. In semifinale è stata la volta dei tedeschi dell'Amburgo. Alla HSH Arena la gara di andata è terminata 0-0, ma nel ritorno il Fulham ha sconfitto gli avversari per 2-1 al Craven Cottage conquistando, per la prima volta nella storia del club, una finale a livello continentale.

### Tabella riassuntiva del percorso
Note: In ogni risultato sottostante, il punteggio della finalista è menzionato per primo. (C: Casa; T: Trasferta)
| Squadra         | Pt | G |
| --------------- | -- | - |
| Chelsea         | 14 | 6 |
| Porto           | 12 | 6 |
| Atlético Madrid | 3  | 6 |
| APOEL           | 3  | 6 |

| Squadra    | Pt | G |
| ---------- | -- | - |
| Roma       | 13 | 6 |
| Fulham     | 11 | 6 |
| Basilea    | 9  | 6 |
| CSKA Sofia | 1  | 6 |

## La partita
Ad Amburgo va in scena una finale inedita tra gli spagnoli dell'Atletico Madrid, che giungono nuovamente all'atto conclusivo di una competizione continentale dopo ventiquattro anni, e gli inglesi del Fulham che nella loro storia hanno in bacheca solo una Coppa Intertoto UEFA.
La gara si prevede dunque a favore dei Colchoneros, che effettivamente attaccano di più e alla mezz'ora sono già in vantaggio grazie a Forlán che piega Mark Schwarzer. Gli uomini di Hodgson non ci stanno e dopo soli cinque minuti trovano la rete del pari grazie a Simon Davies il quale infila De Gea sul primo palo. Nella ripresa le squadre non sono brillanti e bisogna attendere un quarto d'ora prima di assistere a un nuovo squillo, ancora con Davies che impegna De Gea. Nel finale torna a farsi pericoloso l'Atlético con Sergio Agüero, ma i tempi supplementari sono inevitabili.
Nei trenta minuti aggiuntivi il Fulham non si affaccia mai nell'area avversaria e si aggrappa alle parate di Schwarzer. A centottanta secondi dalla fine, però, è ancora Forlán a decidere le sorti dei madrileni e a riportare un trofeo europeo sulle rive del Manzanarre dopo quarantotto anni.

## Tabellino
| Arbitro: | Nicola Rizzoli |

|                  |           |            |
| Forlán 32’, 116’ | Marcatori | 37’ Davies |

| Atletico Madrid | Fulham |

Formazioni
| Atlético Madrid (4-4-2) |    |                       |      |      |
|                         |    |                       |      |      |
| POR                     | 43 | David de Gea          |      |      |
| DIF                     | 3  | Antonio López         |      |      |
| DIF                     | 18 | Álvaro Domínguez Soto |      |      |
| DIF                     | 21 | Luis Amaranto Perea   |      |      |
| DIF                     | 17 | Tomáš Ujfaluši        |      |      |
| CEN                     | 8  | Raúl García           | 114’ |      |
| CEN                     | 12 | Paulo Assunção        |      |      |
| CEN                     | 20 | Simão Sabrosa         |      | 68’  |
| CEN                     | 19 | José Antonio Reyes    |      | 78’  |
| ATT                     | 10 | Sergio Agüero         |      | 119’ |
| ATT                     | 7  | Diego Forlán          | 117’ |      |
| Sostituzioni:           |    |                       |      |      |
| POR                     | 42 | Joel Robles           |      |      |
| DIF                     | 2  | Juan Valera Espín     |      | 119’ |
| CEN                     | 6  | Ignacio Camacho       |      |      |
| CEN                     | 9  | José Manuel Jurado    |      | 68’  |
| ATT                     | 14 | Eduardo Salvio        | 107’ | 78’  |
| DIF                     | 16 | Juanito               |      |      |
| ATT                     | 24 | Leandro Cabrera       |      |      |
| Allenatore:             |    |                       |      |      |
| Quique Sánchez Flores   |    |                       |      |      |

| Fulham (4-2-3-1) |    |                    |     |      |
|                  |    |                    |     |      |
| POR              | 1  | Mark Schwarzer     |     |      |
| DIF              | 3  | Paul Konchesky     |     |      |
| DIF              | 5  | Brede Hangeland    | 63’ |      |
| DIF              | 18 | Aaron Hughes       |     |      |
| DIF              | 6  | Chris Baird        |     |      |
| CEN              | 13 | Danny Murphy       |     | 118’ |
| CEN              | 20 | Dickson Etuhu      |     |      |
| CEN              | 29 | Simon Davies       |     |      |
| CEN              | 11 | Zoltán Gera        |     |      |
| CEN              | 16 | Damien Duff        |     | 84’  |
| ATT              | 25 | Bobby Zamora       |     | 55’  |
| Sostituzioni:    |    |                    |     |      |
| POR              | 19 | Pascal Zuberbühler |     |      |
| DIF              | 4  | John Paintsil      |     |      |
| ATT              | 10 | Erik Nevland       |     | 84’  |
| CEN              | 17 | Bjørn Helge Riise  |     |      |
| CEN              | 23 | Clint Dempsey      |     | 55’  |
| CEN              | 27 | Jonathan Greening  |     | 118’ |
| CEN              | 34 | Kagiso Dikgacoi    |     |      |
| Allenatore:      |    |                    |     |      |
| Roy Hodgson      |    |                    |     |      |